# Astrologia occidentale

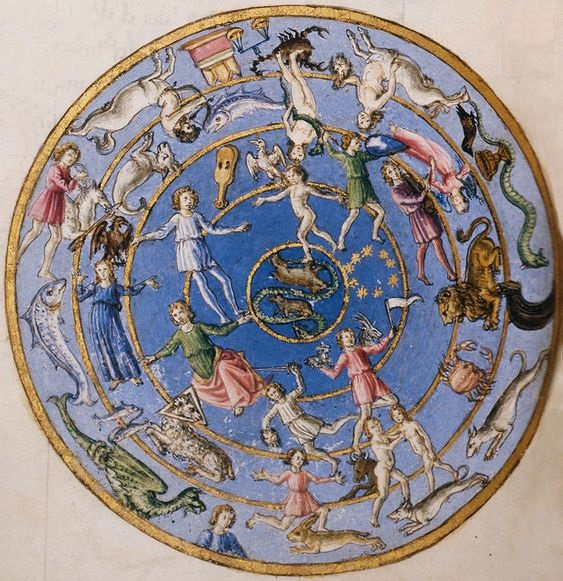
Miniatura di Francesco Botticini, che raffigura le costellazioni del cielo boreale e i segni dello zodiaco.

L'astrologia occidentale è la tradizione astrologica sviluppatasi in Occidente ed è la forma d'astrologia più popolare nei paesi di questa cultura; si fonda sul Tetrabiblos di Claudio Tolomeo, opera del II secolo che riassume, organizza e rinnova le tradizioni astrologiche sviluppatesi in Mesopotamia, Egitto e Grecia a partire dall'VIII secolo a.C.
L'astrologia occidentale contemporanea è basata principalmente sullo sviluppo di oroscopi, nei quali si fornisce una predizione basandola sulla posizione di alcuni corpi del nostro sistema solare in relazione a un dato momento e un dato luogo; nella cultura popolare tali oroscopi sono spesso basati solo sul periodo dell'anno di nascita, che coincide con il passaggio del Sole in un determinato segno zodiacale.
La comunità scientifica sottolinea invece il carattere pseudoscientifico dell'astrologia che ha le caratteristiche di una vera e propria superstizione. Le pratiche astrologiche non solo non hanno alcun fondamento scientificamente plausibile, ma non hanno mai avuto conferma in alcuno studio controllato.

## Storia dell'astrologia occidentale
(Tommaso d'Aquino)

### Nell'antichità

I simboli astrologici dei pianeti nella tradizione occidentale

L'astrologia occidentale affonda le sue radici nell'antica astrologia caldea ed egizia (a partire dall'VIII secolo a.C.) e, fino a molti secoli dopo la nascita di Cristo, fornisce il principale stimolo per lo studio dell'astronomia.  Nell'antico Egitto e in Mesopotamia, lo studio e l'osservazione celeste erano affidati alle classi sacerdotali che registravano puntualmente ogni evento astronomico. Particolarmente significativa è la redazione per numerosi secoli dei diari astronomici babilonesi, in cui per ogni anno erano registrati simultaneamente i principali eventi astronomici, politici e meteorologici; venivano cioè raccolti i dati da cui per analogia avrebbero potuto essere estratte previsioni astrologiche. Dopo le conquiste di Alessandro Magno le tradizioni caldee ed egizie, molto evolute, entrarono in contatto con la cultura greca che le acquisì e le sviluppò ulteriormente, dando vita all'astrologia ellenistica. Sin dall'antichità più remota, inoltre, si era sviluppato un processo associativo tra corpi celesti e divinità, fino a riempire il cielo di dèi e teologie, conformando alle tradizioni religiose dei popoli antichi i nomi delle costellazioni e dei pianeti, nomi che ci rimangono ancor oggi in eredità. Già nel III millennio a.C., per esempio i Sumeri avevano associato ai pianeti le loro principali divinità e questa associazione si è spesso perpetuata nelle civiltà astrologiche successive (Babilonese, Egizia, Greca e infine Romana), con l'ovvio accorgimento di trovare nel proprio pantheon la divinità le cui caratteristiche meglio corrispondevano a quelle della divinità sumera. Per questo motivo, per esempio, Venere, pianeta e dea dell'amore romana, corrisponde ad Afrodite greca, a Ishtar babilonese e a Inanna sumera.
Nel mondo greco-romano l'ascesa dell'astrologia coincise con la perdita di credibilità della religione pagana nelle classi colte, influenzate dagli sviluppi della filosofia ellenistica e in particolare dallo stoicismo favorevole all'astrologia. Perfino gli imperatori ne diventarono fautori. L'apice dell'astrologia occidentale antica fu raggiunto quando Claudio Tolomeo rielaborò organicamente le conoscenze astronomiche e astrologiche nell'Almagesto e nel Tetrabiblos, depurando l'astrologia dai fondamenti religiosi pagani e strutturandola deduttivamente dai risultati di complessi calcoli astronomici. Quindi, secondo l'astrologo Vettio Valente, suo contemporaneo, l'astrologia/astronomia doveva essere considerata la "regina delle scienze" L'astrologia restò in auge presso i filosofi pagani anche con lo sviluppo del neoplatonismo di Plotino e Porfirio.; Teofilo di Edessa (695–785), un astrologo siriaco alla corte del califfo abbaside al-Mahdī (775-785), la definì "la più degna delle arti".

Per Plotino esiste un principio unificante del cosmo, che è regolato da intime connessioni tra le sue parti come un organismo vivente: da questa corrispondenza tra lo spirito e la materia, ovvero tra l'Uno e il molteplice, risulta un collegamento fra i fenomeni astrali e quelli naturali, purché lo si intenda non come un influsso materiale di causa-effetto, bensì come un semplice segno indicatore di quel che avviene sulla Terra: 
(Potino, Enneadi, III, 1, 6)
Poiché il concetto di predestinazione si presta a contrapporsi al libero arbitrio, l'astrologia si scontrò con l'ebraismo e col cristianesimo, le cui sacre scritture la vietano. Nella pratica, tuttavia, il comportamento di ebrei e cristiani dipese largamente dal fatto se la prassi astrologica era connotata come una religione alternativa o come una specie di scienza laica. Nel canone 36 del sinodo di Laodicea (una riunione di una trentina di chierici dell'Asia Minore nell'anno 364), si stabilì di escludere dalle chiese dell'Asia i preti che esercitavano la magia, facevano incantesimi, praticavano l'astrologia o fabbricavano amuleti.
Il vescovo Priscilliano, che introdusse elementi astrologici e cabalistici nella venerazione degli angeli e dei patriarchi, venne sottoposto a tortura e giustiziato in seguito al concilio di Laodicea del 365 che condannava l'astrologia. Il neoplatonico Agostino di Ippona, dopo essersi convertito al cristianesimo ed essersi reso conto dell'inconsistenza della Astrologia, si scagliò duramente contro gli astrologi, facendo bruciare i loro libri.
Tuttavia nella cultura aristotelico-tolemaica dell'età tardo-antica l'astrologia si presentò come una descrizione degli effetti ("apotelesmata" è il nome greco usato da Claudio Tolomeo per indicare il contenuto del Tetrabiblos) causati dalle configurazioni astrali, considerate laicamente, cioè private dei significati propri delle religioni pagane. Venne allora trovato un compromesso tramite la teoria secondo la quale gli astri influenzano i cicli biologici delle creature terrestri, lasciando invece all'anima la completa libertà di determinare il proprio destino. Questa sopravvivenza della cultura astrologica dopo il tramonto del paganesimo è testimoniato dalle numerose immagini astrologiche (soprattutto zodiaci) presenti nelle sinagoghe e nelle chiese del IV-VI secolo a simboleggiare il trascorrere del tempo e delle stagioni.
Al termine dell'età antica e nel primo medioevo l'astrologia praticamente scomparve dall'Europa per alcuni secoli. La avversarono gli imperatori cristiani da Costanzo II in poi e nel 409 l'astrologia fu proibita. Ancor più efficaci di questa condanna furono le invasioni di popoli settentrionali estranei alla cultura astrologica e più in generale la scomparsa di istituzioni culturali non ecclesiastiche.

### L'astrologia islamica nell'alto medioevo
Il recupero in Occidente di numerose discipline scientifiche classiche, come l'astronomia, la matematica, la geografia e la filosofia si è verificato grazie al fatto che esse erano state conservate e studiate approfonditamente dal mondo islamico che – grazie all'opera di traduttori greci, siriaci, copti, ebraici, persiani e indiani – avevano acquisito un gran numero di conoscenze antiche a partire dall'VIII secolo, mentre l'Europa attraversava i cosiddetti "secoli bui" dell'Alto Medioevo, caratterizzati da incursioni, saccheggi e distruzione di biblioteche da parte di Ungari, Normanni e Arabi. Anche l'astrologia, per le sue intime connessioni con l'astronomia, venne conservata e sviluppata dal mondo islamico.
Albumasar o Abu Ma'shar (787 - 886) è considerato il padre degli astronomi/astrologi arabi e persiani. Il trattato Introductorium in astronomiam Albumasaris Abalachi octo continens libros partiales ci dice come "solo osservando la grande diversità dei movimenti planetari possiamo comprendere le innumerevoli varietà dei cambiamenti nel nostro mondo". Il trattato fu uno dei primi libri tradotti nel Medio Evo in Europa tramite la Spagna, ed influenzò notevolmente il ritorno dell'astrologia e dell'astronomia nel XII secolo.
Una delle prime distinzioni semantiche fra astronomia e astrologia ci è fornita dall'astronomo e astrologo persiano musulmano Abū Rayhān al-Bīrūnī, verso il 1000.
Centri di istruzione nel campo della medicina e dell'astronomia/astrologia sorsero a Baghdad e a Damasco, e il Califfo abbaside al-Manṣūr creò un importante osservatorio e una biblioteca annessa nella sua capitale di Baghdad, trasformandola nella città più importante del mondo a quell'epoca per quanto riguardava gli studi astronomici.

#### Studio del cielo e catalogazione delle stelle
Grazie agli studiosi islamici si continuarono a registrare gli eventi astronomici compilando le tavole delle effemeridi che costituirono poi un modello per la redazione delle moderne tavole astronomiche ancora oggi fedelmente seguito. Il principale strumento antico per le misurazioni astronomiche, l'astrolabio, venne introdotto nel mondo islamico da parte di al-Fazari e perfezionato nei secoli successivi da diversi astronomi arabi, consentendo la catalogazione accurata di moltissime stelle oltre a quelle già elencate nell'Almagesto. La diffusione in Occidente dei cataloghi stellari arabi introdusse nell'uso comune nomi delle stelle in gran parte derivati dalla lingua araba. Eccone una lista parziale con il loro significato originale.
| Nome       | Significato                |
| ---------- | -------------------------- |
| Achernar   | "Fine del fiume"           |
| Aladfar    | "Nuvole"                   |
| Aldebaran  | "Il seguente"              |
| Alioth     | "La coda della pecora"     |
| Algol      | "Il ghul"                  |
| Altair     | "L'aquila"                 |
| Betelgeuse | "la mano di al-Jawzā"      |
| Deneb      | "Coda"                     |
| Mizar      | "Cintura"                  |
| Rasolgethi | "Testa dell'inginocchiato" |
| Rigel      | "Piede"                    |
| Vega       | "Cadente"                  |

Questi nomi delle stelle si riferiscono a dettagli delle figure, perlopiù mitologiche, associate alle costellazioni di cui fanno parte. Alcuni astrologi includono tuttora l'influsso di alcune stelle nelle loro carte, insieme con i pianeti comunemente utilizzati. Ad esempio, Aldabaran si dice che significhi "fiducia", energia e qualità di comando, mentre Vega si dice che indichi "buona sorte mondana".

#### Astrologia elettiva
Gli astrologi arabi definirono una nuova branca dell'astrologia chiamata astrologia elettiva usata per decidere il momento propizio per intraprendere una determinata azione come partire per un viaggio, avviare un affare, ecc. Essi sono stati anche i primi a parlare di indicazioni "favorevoli" o "sfavorevoli" piuttosto che di eventi categorici.

#### Astrologia arabo-islamica ed erboristeria
Gli Arabi e i Persiani islamizzati combinarono la medicina e l'astrologia usando le proprietà curative delle erbe assegnando loro specifici segni zodiacali e pianeti.. Es.: Marte venne considerato caldo e secco quindi regolava le piante con gusto forte e pungente, come l'elleboro, il tabacco o la senape. Questi insegnamenti furono adottati da alcuni erboristi europei come Nicholas Culpeper fino allo sviluppo della medicina moderna.

#### Parti arabe
Gli arabi svilupparono inoltre un sistema di parti arabe, tramite il quale si ottenevano determinati punti fittizi sull'oroscopo ognuno con un proprio significato usando le differenze in gradi tra le posizioni dell'ascendente e del medium coeli e quelle dei pianeti.
Questo nuovo punto diventa in parte interpretabile. Es: la parte della fortuna è data dalla differenza tra la posizione del Sole e quella dell'ascendente con l'aggiunta di quella della Luna.

#### Astrologi persiani
L'astrologia era diffusa in Persia già al tempo dell'Impero achemenide, secoli prima dell'Islam. Anche i Re Magi citati nel vangelo di Matteo si pensa fossero persiani. Nell'alto medioevo Al Khwarizmi fu il più famoso, astronomo, astrologo e geografo persiano. Egli fu anche un grandissimo matematico, introdusse il concetto di zero nel mondo occidentale ed è considerato il padre dell'algebra. Dal suo nome deriva la parola "algoritmo".
Un altro personaggio importante fu Omar Khayyam Neyshabouri, matematico, poeta, filosofo e astronomo. Il calendario da lui compilato 1000 anni fa è tuttora usato in Iran. È forse l'unico calendario mondiale che fa coincidere l'inizio dell'anno con l'inizio della primavera, il 21 marzo, quindi 1º grado dell'Ariete è considerato il giorno di Capodanno (Nawrūz). Diede importanti contributi alla geometria, all'algebra e alla teoria dei numeri.
Un altro astronomo e astrologo persiano fu Qotb al-Din Shirazi (1236 - 1311) che pubblicò opere di revisione del lavoro di Tolomeo, soprattutto l'Almagesto. Al-Shirazi è considerato il primo studioso a dare una spiegazione corretta alla formazione dell'arcobaleno.

### Alcuni astrologi antichi e medievali
La lista che segue rappresenta una minima parte dei celebri nomi che nella storia hanno contribuito attraverso opere e trattati alla crescita e alla divulgazione dell'astrologia. Li ritroviamo citati in numerose ricostruzioni e ricerche condotte da filologi e università internazionali come riportato nelle seguenti fonti.
- Pietro d'Abano
- Abenragel
- Adelardo di Bath
- Alano da Matera
- Al-Battani
- Al-Biruni
- Albohali
- Albubather
- Albumasar
- Alcabizio
- Alfragano
- Ali ibn Ridwan
- Al-Khwārizmī
- Al-Kindi
- Al-Majriti
- Arzachel
- Berosso
- Guido Bonatti
- Campano
- Cecco d'Ascoli
- Ermanno di Carinzia
- Gerardo da Sabbioneta
- Giovanni di Sassonia
- Giovanni da Siviglia
- Abraham ibn ‛Ezra
- Ibn Yunus
- Ipazia
- Ipparco
- Porfirio
- Giovanni Sacrobosco
- Teone di Alessandria
- Thebit
- Tiberio Claudio Balbillo
- Tiberio Claudio Trasillo
- Claudio Tolomeo
- Vettio Valente

### Nel XIII secolo

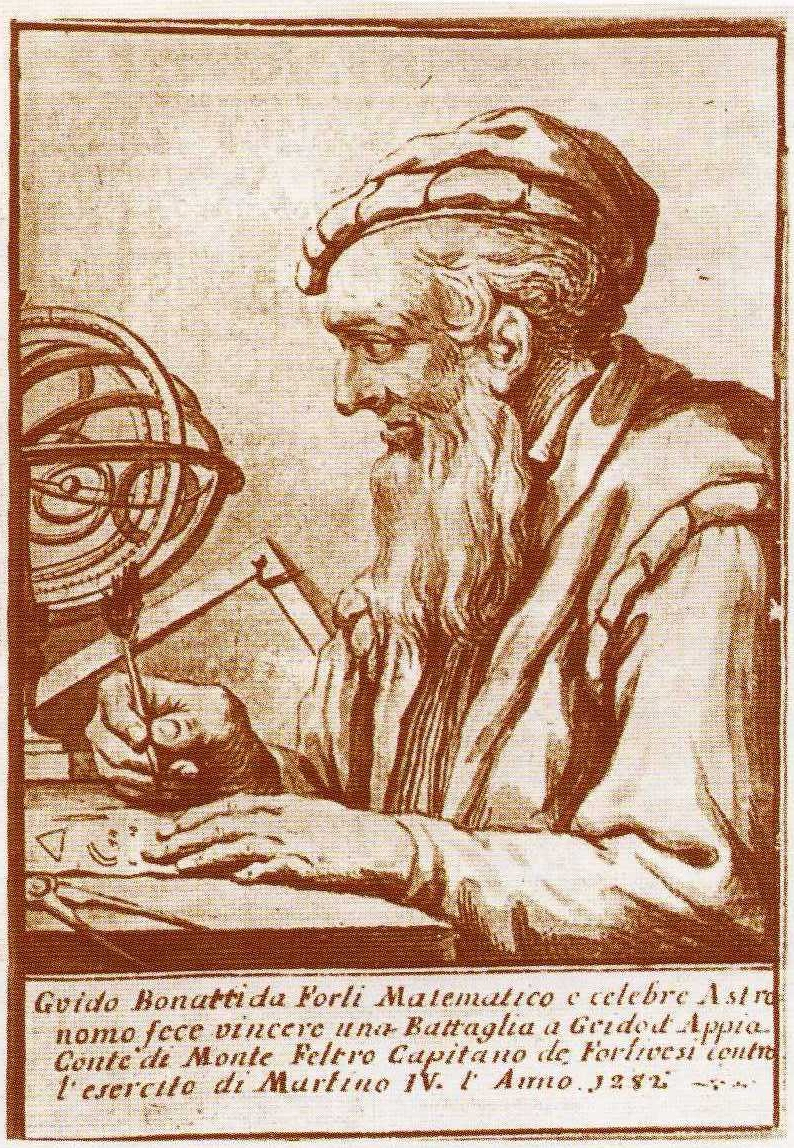
Guido Bonatti, celebre astronomo italiano del XIII secolo

Nel Duecento, a seguito delle traduzioni dall'arabo di testi astronomici, sorse, in Occidente, un forte interesse per l'astronomia e, conseguentemente, per l'astrologia. Nel XIII secolo le scoperte astronomiche e le tradizioni astrologiche del mondo arabo furono rielaborate sotto forma di commentari all'Almagesto e al Tetrabiblos di Tolomeo; la pubblicazione e il successo di queste opere segnarono l'inizio della tradizione astrologica occidentale.
Pare che il primo trattato redatto da un occidentale (dopo il X secolo) sia stato il Tractatus de sphaera mundi (1240 circa) dell'inglese Giovanni Sacrobosco (John of Holywood), destinato agli studenti dell'Università di Parigi.
Tra gli italiani, l'astronomo/astrologo che godette di maggior fama fu Guido Bonatti da Forlì, autore del Liber decem continens tractatus astronomiae (1275 circa).

### Nel XV secolo e oltre
Nel Quattrocento, soprattutto in ambito neoplatonico fiorentino, l'astrologia acquisì un rango particolare, quello di scienza capace di decifrare i segreti che la natura e il divino comunicano all'uomo in forma di segni, o simboli, basati sul criterio dell'analogia tra il mondo sensibile e i principi primi che lo governano.
Ma non solo l'astrologia entrava nella vita comune, in quanto serviva a fare calcoli su matrimoni, affari e persino guerre, essa invade le pitture murali dei palazzi quattrocenteschi, specie nelle corti del Nord Italia, mischiandosi con la mitologia. Il contraltare di tanti cicli di affreschi devoti fu il profano Salone dei Mesi realizzato a Ferrara da Francesco del Cossa ed Ercole de' Roberti. Parte della pittura profana del Rinascimento non potrebbe essere capita senza l'astrologia.
Nel criterio dell'analogia i filosofi del Rinascimento vedevano la chiave per interpretare in chiave unitaria i fenomeni della natura, riprendendo concezioni ermetiche, su cui prosperò anche l'alchimia, fondate sull'occulta corrispondenza tra macrocosmo e microcosmo. In ambito medico e alchemico Paracelso approfondì ad esempio la dottrina delle segnature, secondo cui l'aspetto o la "firma" con cui ogni essere naturale, di origine animale, vegetale o minerale, si presenta, fornisce un'indicazione analogica sulla sua utilità terapeutica.
La nascita della scienza galileiana, che rinunciava a indagare l'essenza qualitativa degli enti della natura, limitandosi allo studio dei aspetti matematici e quantitativi, porterà in seguito a un abbandono del criterio dell'analogia. La distinzione e la separazione fra l'astronomia e le pratiche astrologiche si fece sempre più marcata con la progressiva tendenza al meccanicismo e al materialismo del pensiero scientifico.
Si può dire che la storia dell'astrologia è – fino all'avvento del pensiero galileiano – intimamente intrecciata con quella dell'astronomia.
Lo stesso Galileo e i suoi contemporanei erano astrologi e non era insolito per questi scienziati fornire consulenze astrologiche ai potenti signori dai quali spesso dipendevano.
Tuttavia, fino al XVI secolo, alcuni grandi astronomi, come Tycho Brahe e Keplero, non vedevano ancora alcuna contraddizione fra le due discipline e alcuni medici come Girolamo Cardano continuavano ad applicare l'astrologia alla medicina.
Brahe, in particolare, fu un fervido cultore dell'astrologia ed un ugualmente fanatico avversario del sistema copernicano: sicché appare paradossale il fatto che la sua grande opera di astronomo contribuì molto a provare la fondatezza del sistema copernicano e allo sviluppo della scienza.
Galileo Galilei viene considerato pressoché universalmente il padre del metodo scientifico. Egli è noto per essere stato spesso afflitto da problemi finanziari. Nei suoi appunti e nella sua contabilità familiare, fortunatamente giunta sino a noi, sono riportati pagamenti ricevuti per oroscopi fatti ad alcuni suoi allievi.
Alla Biblioteca Nazionale di Firenze è conservato un prezioso manoscritto galileiano che raccoglie diverse "carte natali" ovvero i calcoli astronomici e i pronostici che Galileo volle conservare. Tra questi i più importanti sono il proprio oroscopo, quelli delle figlie e quello dell'amico Giovanfrancesco Sagredo che si ricorda essere uno degli attori del Dialogo sopra i Massimi Sistemi.
C.S. Lewis ha osservato come l'interesse per la scienza e quello per l'astrologia siano andati crescendo di pari passo tra la fine del Medioevo e l'età moderna, fino a raggiungere il culmine con la rivoluzione scientifica, nei secoli XVI e XVII: lo studioso inglese parla, a questo proposito, di "gemellarità", anche se ritiene "più robusta" la componente scientifica e "più gracile" quella magica.
Per lungo tempo astrologia e astronomia sono state strettamente legate, ma a partire dall'introduzione del metodo scientifico le loro strade si sono lentamente separate, l'astrologia venne sempre più vista sia dalla comunità scientifica che dal mondo religioso come superstizione e forma di divinazione.
Nonostante ciò, capita ancora oggi che le due discipline vengano confuse.
Diversamente dall'astronomia, l'astrologia non è una scienza, in quanto si basa su un sistema di relazioni causali non dimostrato.
Inoltre, è interessante notare che il campo d'indagine dell'astrologia è limitato agli eventi astronomici interni al nostro sistema solare e all'influsso da essi esercitato sulla vita terrestre. In questo senso, si può affermare che l'astrologia mantiene una prospettiva geocentrica, mentre l'astronomia, a partire dalla rivoluzione copernicana non assegna al nostro pianeta una posizione privilegiata nell'universo.

### Alcuni astrologi del Rinascimento
La lista degli astrologi del Rinascimento appaiono in numerose pubblicazioni frutto di ricerche universitarie e autonome da parte di filologi esperti in questo tipo di studio, così come riportato nelle fonti che seguono.
- Fortunio Affaitati
- Andrea Argoli
- Tycho Brahe
- Gerolamo Cardano
- Paride da Ceresara
- Francesco Cigalini
- Marsilio Ficino
- Oronzio Fineo
- Robert Fludd
- Luca Gaurico
- Francesco Giuntini
- Giovanni Keplero
- Leovizio
- Camillo Leonardi
- Raimondo Lullo
- Giovanni Antonio Magini
- Melantone
- Nostradamus
- Paracelso
- Placido
- Heinrich Rantzau
- Cosimo Ruggeri
- Regiomontano
- Johannes Schöner
- Giovanni Battista Seni
- Johannes Virdung
- Abraham Zacuto

### Astrologia moderna
Nel concetto di astrologia moderna si ritrovano tutte quelle correnti astrologiche che, secondo i loro sostenitori, avrebbero accolto le influenze della filosofia contemporanea, della psicologia del profondo, del simbolismo, della teosofia e degli approcci new age, superando l'impianto tradizionale e deterministico dello scibile astrologico antico. Queste influenze hanno introdotto nella dottrina astrologica contenuti umanistici che si sono sviluppati in particolare nel Novecento nella cosiddetta astrologia psicologica e umanistica, soprattutto grazie ai contributi di André Barbault, Dane Rudhyar, Stephen Arroyo, Liz Greene, Alexander Ruperti, Howard Sasportas, Giuseppe Bezza, Robert Hand, Robert Zoller. Pur non esistendo alcuna correlazione psicologica scientificamente riconosciuta, i sostenitori dell'astrologia moderna tendono ad applicare nuovi modelli interpretativi, e inediti approcci, spesso andando oltre le regole dell'astrologia tramandata da Claudio Tolomeo, quindi dalle tradizioni ellenistiche a quelle successive. Un esempio di commistione tra astrologia e le nuove dottrine new age, teosofiche, esoteriche, spiritiste sono i Gradi o Simboli Sabiani realizzati grazie alla sensitiva statunitense Elsie Wheeler, in collaborazione con l'astrologo Marc Edmund Jones, negli anni venti, riadattati anche negli anni 80 e particolarmente in voga negli approcci moderni dell'Astrologia. L'astrologia moderna è quindi pioniera di un modello interpretativo fortemente centrato sull'importanza dei simboli, dei miti, delle allegorie, allontanandosi dagli approcci della filosofia naturale, temperamentale, umorale e dei principi primi, concentrandosi in modo esclusivo sul valore simbolico ed esoterico del linguaggio celeste.

#### Astrologia e la psicologia junghiana
L'astrologia è stata trattata anche da Carl Gustav Jung in numerose sue opere, dove ha evocato la disciplina con diverse riflessioni di tipo psicologico. L'allieva di Jung, Marie-Louise von Franz, in un suo saggio descrive le costellazioni astrologiche come raffigurazioni degli archetipi dell'inconscio collettivo, ovvero immagini - dice la psicologa junghiana - degli archetipi proiettate nel cielo, di conseguenza l'oroscopo della nascita raffigura una particolare combinazione individuale di elementi archetipici, ossia collettivi, così come sono collettivi i nostri fattori biologici ereditari che però nel singolo determinano una combinazione specifica. Per Jung l'Astrologia è strettamente legata ad una esperienza con l'inconscio collettivo e individuale, ovvero l'uomo nella relazione con il cielo entra in contatto con un mondo insondabile e misterioso che inevitabilmente lo porterà a relazionarsi con il mistero che è dentro di sé; dice Jung che l'astrologia è una esperienza primordiale simile all'alchimia e che le proiezioni astrologiche si ripetono sempre dove l'uomo tenta di esplorare una vuota oscurità e involontariamente la riempie di figurazioni vive e razionalmente significative. Dal Novecento in poi l'Astrologia è spesso relazionata alla psicologia e alla simbologia legata alla psiche dell'uomo, e le opere di Jung diventano un importante punto di riferimento per quella parte di tradizione contemporanea e occidentale dell'Astrologia che verte nel rintracciare nel metodo astrologico contemporaneo un complesso sistema di decodificazione delle immagini archetipiche, vissute dall'individuo attraverso le sue funzioni psichiche, cognitive, immaginifiche: la più celebre psicologa junghiana di questi tempi che ha introdotto con puntuale ricorrenza il linguaggio della psicologia del profondo con l'astrologia è Liz Greene, che oltre ad essere psicanalista junghiana è anche astrologa: attraverso le sue attività ha influenzato l'astrologia contemporanea attraverso un approccio più psicologico che ha portato la professionista alla realizzazione del Centre for Psychological Astrology dove ancora oggi vengono formati studenti di astrologia attraverso approcci umanistici e di psicologia del profondo con l'ausilio di tecniche del life coaching e del counseling.

## Descrizione del metodo astrologico
Gli elementi utilizzati per lo studio astrologico sono divisi fondamentalmente in 4 categorie:
- pianeti – oltre ai pianeti astronomici conosciuti fin dell'età classica (da Mercurio a Saturno) e quelli scoperti in età moderna (Urano, Nettuno e il pianeta nano Plutone) si aggiungono il Sole e la Luna, che vengono chiamati dagli astrologi luminari. Molti astrologi aggiungono all'analisi altri elementi che sono considerati come veri e propri pianeti:
  - asteroidi o comete (es: Chirone)
  - stelle fisse (es. Antares)
  - punti fittizi come i nodi lunari, o Lilith (la Luna nera)
- case o campi – 12 settori in cui è divisa la carta natale
- segni – i 12 segni dello Zodiaco
- aspetti – rapporti dei pianeti tra loro e verso alcuni punti critici della carta natale misurati in gradi, più l'angolo è preciso più l'aspetto è forte.

L'analisi astrologica parte dalla stesura della carta del cielo natale dell'individuo.
È necessario conoscere luogo e ora precisa della nascita. Ottenuti i dati l'astrologo dapprima calcola l'ascendente (che corrisponde all'inizio della casa I), e usando una carta con impresso il cerchio zodiacale lo divide in due metà identiche, completa in seguito la carta con la suddivisione delle altre case. Dopo aver consultato le effemeridi calcola le posizioni dei pianeti sull'eclittica, li inserisce sulla carta e ne traccia gli aspetti se presenti. Attualmente vengono usati programmi per computer per facilitare il compito.
Oltre a questo aspetto canonizzato ed essenzialmente meccanico, l'analisi astrologica si basa sulla "sensibilità" dell'astrologo nell'interpretazione.
Principalmente analizza le seguenti relazioni:
- ogni pianeta con il segno zodiacale
- ogni pianeta con la casa in sui è collocato
- gli aspetti tra pianeti e gli aspetti tra i pianeti ed alcuni punti cardinali
- l'importanza delle case in base ai pianeti presenti e a quelli che fanno loro aspetto
- i governatori o dispositori delle case

Ogni relazione può essere portatrice di vari significati, spesso in contrasto tra loro. La difficoltà dell'interpretazione sta nell'assegnare il giusto peso alle singole componenti così da dar vita a una sintesi unitaria e coerente. Alcuni astrologi cercano di estrarre dal tema una dominante, elemento o più elemento che secondo l'astrologo ha la maggior influenza sull'oroscopo.
Secondo l'astrologia, il tema natale rappresenterebbe l'impronta caratteriale ed il destino dell'individuo, individuo che può tuttavia sottrarsi parzialmente alle influenze degli astri attraverso il libero arbitrio.

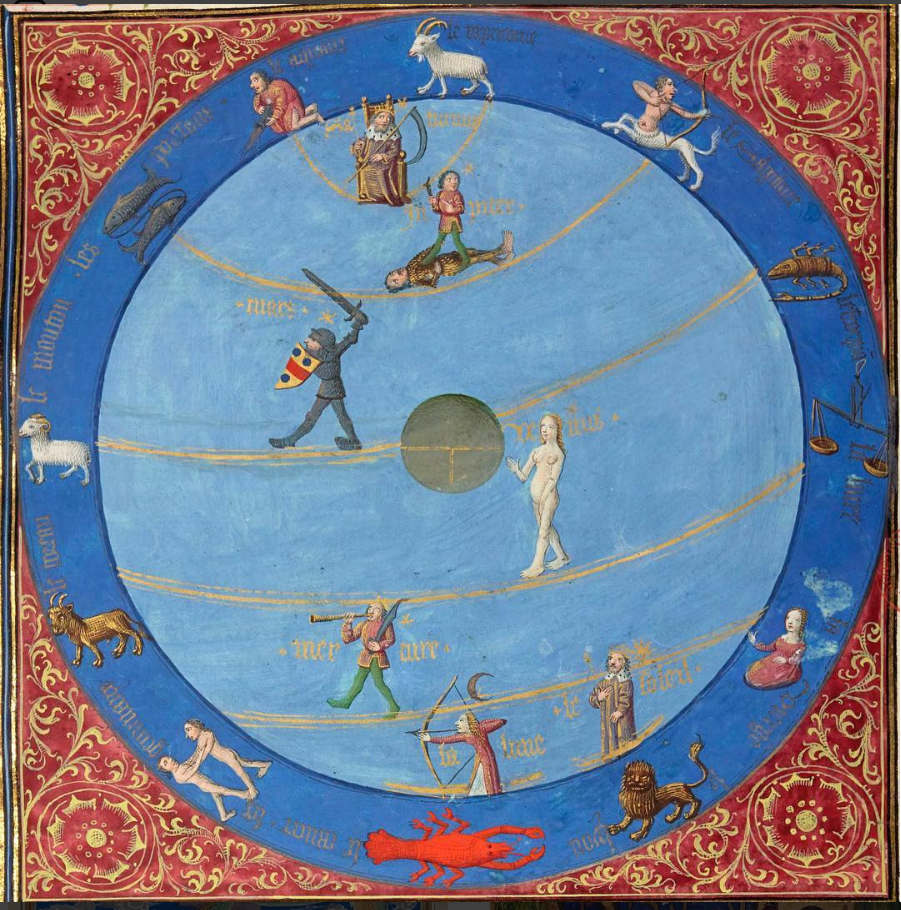
Rappresentazione delle caratteristiche dei sette pianeti classici, dal trattato De proprietatibus rerum di Bartolomeo Anglico, folio 169 retro.

### Caratteristiche dei pianeti
Ciascun pianeta rappresenta varie simbologie che si colorano del segno nel quale il pianeta viene a trovarsi. L'astrologia tradizionale indica alcuni segni che si trovano in perfetta sintonia con i caratteri del pianeta, definiti come domicilio; qualora si trovi nei segni opposti (ovvero in esilio) l'influenza viene invece ridotta.
Ogni pianeta ha anche un segno detto di esaltazione, dove le sue caratteristiche vengono esaltate. Qualora venga a trovarsi nel segno opposto a quello di esaltazione, il pianeta si definisce invece in caduta dove la sua influenza è molto ridotta o del tutto snaturata.
L'identificazione del segno di esaltazione ha trovato opinioni discordanti fra gli astrologi occidentali: in particolare la scuola di Lisa Morpurgo sostiene posizioni diverse per alcuni pianeti delle esaltazioni da quelle indicate dall'astrologia tradizionale.

### Calcolo e significato delle case
La suddivisione dello zodiaco nelle 12 case (o campi) è determinata dal moto di rotazione terrestre ed è chiamata dagli astrologi domificazione. Esistono molti metodi diversi di domificazione, la più usata è quella di Placido, le altre più conosciute sono quelle di Koch, Campano e Regiomontano.
La prima casa inizia con l'Ascendente, che è il punto dove l'orizzonte orientale terrestre dove interseca lo Zodiaco. Ciascuna casa rappresenta un settore della vita; la posizione dei pianeti nelle case determina quindi il settore della vita dove l'influenza del pianeta andrà maggiormente a manifestarsi.
Significa inoltre che la persona avrà alcune caratteristiche del segno sul quale cade la casa. Le case successive sono disposte in ordine successivo, per esempio se l'ascendente è in Vergine, la seconda casa sarà in Bilancia, la terza in Scorpione e così via. È molto comune che una casa inizi su un segno e termini in quello successivo.
La prima casa è legata al Sole, all'Io, alla personalità, alla costituzione fisica, al carattere, al temperamento e al rapporto con il mondo esterno, cioè come ci si mostra agli altri.

### Punti cardinali
I quattro angoli del cielo, noti rispettivamente come Ascendente (il punto all'orizzonte ad oriente), il Discendente (il punto all'orizzonte ad occidente), il Medium Coeli e l'Imum Coeli (i punti di intersezione con il meridiano e l'antimeridiano), sono considerati i punti cardinali di un tema natale. Il pianeta che occupa tali posizioni assume una posizione dominante nell'oroscopo. L'astrologo André Barbault ha per esempio rilevato, prendendo come riferimento uno studio di Michel Gauquelin, che determinati pianeti, per esempio Marte, Giove e Saturno, avevano un picco di frequenza in certe posizioni, particolarmente attorno al Medium Coeli e all'Ascendente, per soggetti appartenenti a determinate categorie. Per esempio su un campione di 3142 militari la posizione di Marte si concentra significativamente attorno alle posizioni dei quattro angoli del cielo. Situazione analoga per la posizione di Saturno su un campione di 3305 scienziati e quella di Giove su 1270 attori celebri.

### Previsioni
L'astrologia cerca inoltre di prevedere gli avvenimenti della vita di un individuo mediante i transiti, vale a dire il raffronto tra tema natale e carta del cielo del momento da prendere in esame (noto come oroscopo progressivo), le progressioni primarie e secondarie oppure mediante il cosiddetto oroscopo solare, calcolato ogni anno quando il sole ritorna alla posizione di nascita.

### Analisi interpersonale
È detta sinastria la parte dell'astrologia che confronta due carte del cielo individuali per stabilire il grado di armonia fra due persone.

### Principali scuole astrologiche
Come accennato non esiste un unanime consenso tra gli studiosi di astrologia non solo sul significato dei simboli coinvolti ma le differenze vertono sia sull'oggetto dello studio astrologico che sugli elementi utilizzati per lo studio stesso.
Si segnalano:
- Astrologia psicologica – Liz Greene, Stephen Arroyo
- Astrologia transpersonale o umanistica – Dane Rudhyar
- Astrologia previsionale – André Barbault
- Astrologia evolutiva – Jeffrey Wolf Green

## Astrologia ed esoterismo
Gli astrologi moderni, i quali accolgono generalmente molti concetti junghiani, tra i quali l'inconscio individuale e l'inconscio collettivo, sostengono che la simultaneità dell'influsso dei pianeti e dei segni tanto nella psiche personale che nell'ambiente circostante, se riconosciuta appropriatamente, realizza un ponte pressoché unico che può collegare la comprensione di sé stessi con la comprensione del mondo esterno Carl Gustav Jung stesso ha scritto diverse volte sull'astrologia in numerose sue opere.  I maestri della -Grecia antica solevano distinguere i loro insegnamenti in essoterici (rivolti ad un pubblico generale) ed esoterici, ovvero rivolti ad una ristretta cerchia di discepoli in grado di comprenderli ed assimilarli.
L'astrologia può essere considerata una disciplina (non scienza) di confine. Infatti la sua struttura si basa su elementi astronomici e trigonometrici accessibili a chiunque, come i pianeti, i satelliti, le stelle, l'arco zodiacale, le costellazioni, la simbologia delle stagioni, i moti rotatori e le rivoluzioni intorno al Sole, le distanze angolari, ecc. Da qui si sviluppa invece l'applicazione di connotazioni mitiche ai corpi celesti, a cui sono assegnate denominazioni sostanzialmente derivate dal Pantheon greco e romano, idem per le costellazioni che con grande sforzo di immaginazione si assimilano ad animali totemici, mitologici, o esseri umani, e per finire le cosiddette case che assumono per così dire i significati, traslati ad ambiti di vita,  dei segni zodiacali nell'ordine Ariete - Toro - Gemelli e così via.  A questo si aggiunge l'attribuzione dei quattro elementi terra acqua aria fuoco ai segni zodiacali
La caratteristica principale che rende l'astrologia una disciplina non scientifica è la molteplicità dei significati e delle simbologie assegnati ai pianeti ed ai segni. Questi possono consistere in pluralità di tipi umani, professioni preferite, inclinazioni e funzioni psicologiche, modi di comportamento, ed ancora metalli consonanti, essenze, fiori, colori, inclinazioni generali di pensiero e di costume, tendenze politiche, ecc. (Jean S. Bolen, Gli dei dentro l'uomo, Gli dei dentro la donna, Astrolabio 1994).
È pertanto evidente che non si può associare ad una data configurazione di pianeti e segni un significato univoco, data la pluralità dei significati manifestabili; è ipotizzabile che elementi ancora non conosciuti e/o non studiati approfonditamente (vedi la cintura degli asteroidi, i satelliti dei pianeti del Sistema Solare i planetoidi all'incirca assimilabili a Plutone come Eris, Makemake, Huamea, Cerere, le stelle fisse, le comete, ecc.) possano condurre a maggiori approssimazioni in questo campo, ma ciò non è certo.
In tutto questo, l'approccio esoterico risiede nella comprensione personale delle funzioni psicologiche in gioco nell'individuo, che possono essere riconosciute interiormente ed assimilate ai pianeti, assumenti di volta in volta la colorazione data dalla loro presenza nei segni. È un processo estremamente laborioso, complicato, che presuppone grandi capacità di riflessione e percezione e che necessita di tempi generalmente molto estesi per raggiungere risultati accettabili, al minimo alcuni anni, a meno di eccezionale predisposizioni dei soggetti interessati.
L'aspetto predittivo, sul quale in genere si appuntano gli strali dei critici, è attinente alla interpretazione dei transiti planetari e può essere considerato un aspetto residuale, in quanto nella maggioranza dei testi occupa uno spazio largamente minoritario, ed inoltre, come dice Andrè Barbault in Trattato pratico di Astrologia, Astrolabio richiede doti divinatorie che questo Autore, riconoscendo di non possedere, è in grado soltanto di indicare tendenze di fondo in presenza di certe configurazioni. La larga presenza su quotidiani e settimanali di rubriche astrologiche a carattere predittiva, seppur testimoni l'interesse popolare verso l'astrologia, che dura da oltre 4.000 anni pur con oscillazioni nel tempo, non è assolutamente indicativa della loro validità, in quanto le opinabili previsioni sono basate quasi esclusivamente sui transiti dei pianeti veloci rispetto alle dodici posizioni del Sole nei nativi.
Tuttavia la psicologia ufficiale non riconosce alcun ruolo al metodo astrologico nelle tecniche di psicanalisi, molte guide relative al codice deontologico sconsigliano di accostare la psicologia e le tecniche di psicanalisi a discipline non riconosciute scientificamente.

## Astrologia popolare o segnosolare
La forma di popolarizzazione più nota dell'astrologia, che trova larga diffusione specialmente nei mezzi di comunicazione di massa, è quella che riduce detto schema interpretativo al solo segno zodiacale, intendendo come tale la posizione zodiacale del sole nella carta natale dell'individuo. Tale semplificazione rende inevitabilmente gli oroscopi molto vaghi ed imprecisi, in quanto devono adattarsi ad un numero enorme di individui. Definita anche come astrologia segnosolare, è basata esclusivamente sulla qualità zodiacale del Sole (che comunemente definiamo segno zodiacale di appartenenza), i transiti che agiscono sul segno zodiacale danno all'oroscopista segnosolare indicazioni sulle ipotetiche inclinazioni future.